# دستری دوباره می‌راند
دستری دوباره می‌راند (انگلیسی: Destry Rides Again) فیلمی در ژانر کمدی و وسترن به کارگردانی جورج مارشال است که در سال ۱۹۳۹ منتشر شد.

## بازیگران
- مارلنه دیتریش
- جیمز استوارت
- برایان دانلوی
- میشا آور
- یونا مرکل
- ساموئل اس هیندز
- آلن جنکینس
- بیلی گیلبرت
- جک کارسون
- دیک جونز
- آن تاد
- وارن هایمر
- بتا سینت جان
- رابرت مکنزی
- ادموند مک‌دانلد